# Ruan Ji
Pour les articles homonymes, voir Ruan.
Dans ce nom, le nom de famille, Ruan, précède le nom personnel.
Ruan Ji (chinois 阮籍, pinyin Ruǎn Jí, Wade-Giles Juan Chi, EFEO Jouan Tsi) ou Yuan Ji, né en 210, mort en 263, est un poète et écrivain chinois.

## Biographie
Ruan Ji est le fils de Ruan Yu, l'un des Sept Lettrés de Jian'an. Il est lui-même l'un des Sept Sages de la forêt de bambous.
Ruan Ji a vécu sous la dynastie des Cao-Wei. Il commence sa carrière politique en 239, au service de la famille Sima, qu'il est contraint de continuer à servir quand celle-ci usurpe le pouvoir, bien que sa loyauté allât aux Cao. Alors que les Sima voulaient marier sa fille au futur premier empereur des Jin, Ruan Ji s'est saoulé durant deux mois afin de ne pas avoir à donner de réponse aux Sima.

## Œuvre
Ruan Ji a laissé un écrit de jeunesse sur la musique dans lequel il fait preuve d'un confucianisme tout à fait orthodoxe. Mais ses autres œuvres sont considérées comme inspirées par le taoïsme. Il utilise en fait le taoïsme afin de choquer les conformistes et les hypocrites de son temps, dans un but moral. D'autres œuvres le montrent s'évadant dans le mysticisme, ou prônant l'anarchie, le premier peut-être en Chine.
Ses Poèmes qui chantent mes pensées intimes (Yonghuai shi) sont constitués de quatre-vingt-deux poèmes réguliers en pentamètres. Il y manifeste son angoisse, sa recherche de l'évasion, profondément blessé par son époque, l'une des plus tragiques de l'histoire de la Chine.
Il est l'auteur d'un bref essai sur le Zhuangzi (Da Zhuang lun). La notion de spontanéité qu'il y évoque (« Le Ciel-Terre est né du spontané. […] Hors du spontané, il n'y a rien… »), propre au taoïsme, le rapproche du philosophe Guo Xiang (vers 252-312).
Dessins
- Auprès de la fenêtre étudiant, 1681, couleurs sur papier, rouleau vertical, 201 × 69 cm, Musée de Shanghai[4]

## Traduction
- Paul Demiéville (dir.), Anthologie de la poésie chinoise classique, Paris, Gallimard, coll. « Poésie », 1962 « Jouan Tsi », p. 149-151
- Jacques Pimpaneau, Anthologie de la littérature chinoise classique, Arles, Éditions Philippe Picquier, 2004 « Ruan Ji (210-263) », p. 264-266